# Chiesa di Santa Maria Assunta (Orta San Giulio)
La chiesa di Santa Maria Assunta, nota anche con il titolo chiesa di Maria Vergine Assunta, è la parrocchiale di Orta San Giulio, in provincia e diocesi di Novara; fa parte dell'unità pastorale di Gozzano.

## Storia
La precedente chiesa di Orta fu costruita nel 1485 in stile tardoromanico; intitolata inizialmente alla Madonna della Consolazione, già nel 1560 risultava svolgere la funzione di parrocchiale e in seguito fu ridedicata all'Assunta.
Nel XVI secolo l'edificio venne ampliato, per poi essere interessato da un intervento di rifacimento tra il 1698 e il 1725; la facciata fu poi rimaneggiata nel 1940-41 su disegno di Carlo Nigra.

## Descrizione

### Esterno
La facciata a salienti della chiesa, rivolta ad occidente e anticipata dal seicentesco protiro sorretto da colonne tuscaniche e abbellito da una finestrella polilobata, è tripartita da lesene e presenta centralmente il portale d'ingresso in serpentino di Oira e ai lati sue finestre; al culmine del prospetto vi è un gruppo scultoreo raffigurante l'Assunzione.
Annesso alla parrocchiale è il campanile a pianta quadrata, la cui cella presenta su ogni lato una monofora ed è coronata dalla guglia piramidale a base circolare.

### Interno
L'interno dell'edificio è suddiviso da colonne sorreggenti archi a tutto sesto in tre navate, sulle quali si affacciano le cappelle laterali; al termine dell'aula si sviluppa il presbiterio, a sua volta chiuso dall'abside poligonale.
Qui sono conservate diverse opere di pregio, tra le quali delle specchiature in cui sono collocate delle scene dell'Antico Testamento, realizzate da Luca Rossetti tra il 1751 e il 1763, l'affresco con soggetto il Battesimo di Cristo, eseguito nel 1617 dalla scuola del Morazzone, la pala raffigurante Cristo flagellato fra i Santi Bernardino e Marta, eseguito nel XVII secolo da Fermo Stella, il coevo quadro dell'Assunta fra gli Apostoli, la statua lignea dell'Immacolata, intagliata nel 1783, e la tela che rappresenta l'Immacolata Concezione, dipinta da Stefano Maria Legnani.